# Ozzy - Cucciolo coraggioso
Ozzy - Cucciolo coraggioso (Ozzy) è un film d'animazione del 2016 diretto da Alberto Rodríguez e Nacho La Casa.

## Trama
Non potendo portare il loro beagle Ozzy in vacanza in Giappone, la famiglia Martin lo fa ospitare da un'apparente spa per cani guidata dal malvagio San bernardo Roccia. Una volta partiti i proprietari, però, il resort si rivelerà una prigione per cani. 
Dopo il loro ritorno, ai Martin viene detto che Ozzy è morto, quando in realtà lui e i suoi amici Scheggia, un anziano Fox terrier, Hot Dog, il bassotto tedesco, e Rutto, un bobtail, fanno team per fuggire dalla prigione e ritrovare le loro famiglie.

## Produzione
Il film è stato prodotto da Arcadia Motion Pictures in collaborazione con Capitán Araña, Pachacamac e Tangent Animation. La pre-produzione si è svolta in Spagna mentre l'animazione in Canada.

## Distribuzione
Il film è stato distribuito in Spagna da Walt Disney Studios Motion Pictures il 14 ottobre 2016 mentre in Italia da Eagle Pictures il 2 marzo 2017.